# Макабю-Макалямбай, Ив
Ив Макабю-Макалямбай (нидерл. Yves Ma-Kalambay; род. 31 января 1986, Брюссель) — бельгийский и конголезский футболист, вратарь.

## Карьера

### Клубная
Воспитанник английского «Челси». В марте 2004 года юный голкипер впервые оказался на скамейке запасных «аристократов» во время матча лиги с «Болтон Уондерерс». Включение Макабю-Макалямбай в заявку произошло после травм двух вратарей команды Карло Кудичини и Нила Салливана. Во второй и последний раз он попал на скамейку запасных «Челси» 18 октября 2006 года в матче Лиги Чемпионов против «Барселоны» (1:0). В феврале Макабю-Макалямбай отдавался в аренду в «Уотфорд». Он должен был заменить временно покинувшего клуб Бена Фостера, но за него так и не сыграл.
В 2007 году вратарь перешел в шотландский «Хиберниан» , в котором провел три сезона. Выступления за эту команду помогли Макабю-Макалямбаю вернуться в Англию. В сентябре 2010 года голкипер заключил контракт с коллективом Чемпионшипа «Суонси Сити». За весь сезон он ни разу не сыграл за команду в чемпионате, ограничиваясь лишь кубковыми матчами. После окончания сезона покинул клуб.
После неудачных попыток заиграть в Бельгии и Румынии, Макабю-Макалямбай долгое время оставался без команды. В октябре 2017 года он подписал краткосрочное соглашение с английским «Уиком Уондерерс». Позднее он продлил контракт на год. После сезона 2018/19 не стал оставаться в клубе.

### В сборной
Вызывался в молодежную сборную Бельгии. В 2008 году Макабю-Макалямбай попал в заявку национальной команды на Летние Олимпийские игры в Пекине. На них «красные дьяволы» дошли до полуфинала и заняли четвертое место. На турнире вратарь провел одну игру: в победном четвертьфинале против итальянцев (3:2) он вышел на замену вместо Логана Байи.
Не сыграв за бельгийцев в полноценном турнире, Макабю-Макалямбай имел возможность быть заигранным за другую сборную. В 2010 году он принял предложение от Демократической Республики Конго, так как в этой африканской стране родился его отец.. За «леопардов» вратарь дебютировал 21 мая 2010 года в товарищеском матче против Саудовской Аравии (0:2). Всего за конголезцев он провел три встречи.